# 횡령죄
횡령죄(橫領罪)는 타인의 재물을 보관하는 자가 그 재물을 횡령하거나 반환 거부함으로 성립하는 죄(형법 355조 1항)이다. 여기서 횡령(橫領)이란 공금이나 공공기물 및 공용품, 타인의 재물 등을 불법으로 차지하여 가지는 것을 말한다.

## 보호법익
소유권을 보호법익으로 한다. 한편 보호의 정도는 침해범으로서의 보호이다.(다수설) 그러나 판례는 위험범으로 파악하고 있다.

## 타죄와의 관계
횡령죄와 배임죄는 타인의 신임관계를 배반한다는 점에서 같은 성질을 가진다. 그러나 횡령죄는 재물죄인 반면 배임죄는 이득죄이다. 따라서 횡령죄와 배임죄는 특별법과 일반법의 관계에 있다.

## 판례
- 수의계약을 체결하는 공무원이 해당 공사업자와 적정한 금액 이상으로 계약 금액을 부풀려서 계약하고 부풀린 금액을 자신이 되돌려 받기로 사전에 약정한 다음 그에 따라 수수한 돈은 성격상 뇌물이 아니고 횡령금에 해당한다.[1].
- 사립학교에 있어서 학교교육에 직접 필요한 시설, 설비를 위한 경비 등과 같이 원래 교비회계에 속하는 자금으로 지출할 수 있는 항목에 관한 차입금을 상환하기 위하여 교비회계자금을 지출한 경우, 이러한 차입금 상환행위에 관하여 교비회계 자금을 임의로 횡령하고자 하는 불법영득의 의사가 있다고 보기 어렵다.[2]
- 횡령죄에 있어서 보관이라 함은 재물이 사실상 지배하에 있는 경우 뿐만 아니라 법률상의 지배·처분이 가능한 상태를 모두 가리키는 것으로 타인의 금전을 위탁받아 보관하는 자는 보관방법으로 이를 은행 등의 금융기관에 예치한 경우에도 보관자의 지위를 갖는 것이다.[3]

- 포주인 甲이 자신의 종업원인 A에게 윤락을 권유하여 고용한 후, A가 받은 화대를 甲이 일단 보관하다가 절반씩 분배하기로 약정하였음에도 불구하고 甲이 보관 중인 화대를 임의로 소비한 경우 그 화대는 불법원인으로 인한 것이지만 甲의 행위는 횡령죄에 해당한다.[4]

### 위탁관계
- 위탁관계는 사실상의 관계로 족하고 재물의 보관자가 민사상 계약의 당사자일 필요는 없다.[5]
- 위탁관계는 조리에 의해서도 발생할 수 있다.[6]
- 위탁관계는 형사법적으로 보호할 만한 가치가 있는 것에 한정된다[7]
- 횡령죄의 본질이 신임관계에 기초하여 위탁된 타인의 물건을 위법하게 영득하는 데 있음에 비추어 볼 때 위탁신임관계는 횡령죄로 보호할 만한 가치 있는 신임에 의한 것으로 한정한다.[8]

### 재물의 보관 의미
- 법인이 특정 사업의 명목상의 주체로 특수목적 법인을 설립하여 그 명의로 자금집행 등 사업진행을 하면서도 자금의 관리․처분에 관하여는 실질 사업주체인 법인이 의사결정 권한을 행사하면서 특수목적 법인 명의로 보유한 자금에 대하여 현실적 지배를 하고 있는 경우에는 사업주체인 법인의 대표자 등이 특수목적 법인의 보유 자금에 대하여 횡령죄에 있어서의 보관자의 지위를 갖는다.[9]
- 타인의 금전을 위탁받아 금융기관에 자신의 명의로 예치한 경우, 횡령죄의 주체인 보관자의 지위를 갖는다[10]
- 횡령죄에서 재물의 보관은 재물에 대한 사실상 또는 법률상 지배력이 있는 상태를 의미한다.[11]
- 횡령죄에서 말하는 보관자의 지위는 부동산의 경우 점유를 기준으로 할 것이 아니라 그 부동산을 제3자에게 유효하게 처분할 수 있는 권능의 유무를 기준으로 결정하여야 하므로 원인무효인 소유권이전등기의 명의자는 타인의 재물을 보관하는 자에 해당한다고 할 수 없다.[12]

### 위험범
- 횡령죄는 다른 사람의 재물에 관한 소유권 등 본권을 보호법익으로 하고 법익침해의 위험이 있으면 침해의 결과가 발생되지 아니하더라도 성립하는 위험범이다.[13]

### 불법영득의사
- 근로자가 운송회사로부터 일정액의 급여를 받으면서 당일 운송 수입금을 전부 운송회사 에 납입하고 운송회사는 이를 월 단위로 정산하여 급여의 증감 여부를 결정하기로 하는 약정이 체결된 경우 근로자가 운송수입금을 회사에 납입하지 않고 임의로 소비하였다면 불법영득의사가 인정된다.[14]
- 자기 또는 제3자의 이익을 꾀할 목적으로 업무상의 임무에 위반하여 보관하고 있는 타인 의 재물을 자기의 소유인 것과 같이 사실상 또는 법률상 처분하였다면 사후에 이를 반환 하거나 변상 보전하는 의사가 있었다고 하더라도 불법영득의사가 인정된다.[15]
- 대학교 산학협력단의 운영자가 산학협력단의 자금을 이용하여 비자금을 조성하였다고 하더라도 그것이 단지 당해 비자금의 소유자인 법인 이외의 제3자가 이를 발견하기 곤란 하게 하기 위한 목적으로 장부상의 분식을 한 경우라면 불법영득의사가 인정되지 아니한다.[16]
- 회사의 대표이사가 보관중인 회사 재산을 처분하여 그 대금을 정치자금으로 기부한 경우 그것이 회사의 이익을 도모할 목적으로 합리적인 범위내에서 이루어졌다면 횡령죄에 있어서 요구되는 불법영득의 의사가 있다고 할 수 없다.[17]

- 주권은 유가증권으로서 재물에 해당되므로 횡령죄의 객체가 될 수 있으나, 자본의 구성단위 또는 주주권을 의미하는 주식은 재물이 아니므로 횡령죄의 객체가 될 수 없다[18]
- 피해물건의 보관을 의뢰한 위탁자와 그 소유자가 다른 경우, 친족상도례의 특례는 횡령범인이 위탁자뿐만 아니라 소유자와의 사이에도 친족관계가 있는 경우에만 적용된다.[19]
- 명의수탁자가 신탁 받은 부동산의 일부에 대한 토지수용보상금 중 일부를 소비하고, 이어 수용되지 않는 나머지 부동산 전체에 대한 반환을 거부한 경우, 부동산의 일부에 관하여 수령한 수용보상금 중 일부를 소비하였다고 하여 객관적으로 부동산 전체에 대한 불법영득의 의사를 외부에 발현시키는 행위가 있었다고 볼 수는 없으므로, 그 금원 횡령죄가 성립된 이후에 수용되지 않은 나머지 부동산 전체에 대한 반환을 거부한 것은 새로운 법익의 침해가 있는 것으로서 별개의 횡령죄가 성립하는 것이지 불가벌적 사후행위라 할 수 없다.[20]

- 지사에 근무하는 직원들이 본사를 위하여 보관 중이던 돈의 일부를 접대비 명목 등으로 임의로 나누어 사용하려고 비자금으로 조성한 경우[21]
- 마을 이장이 경로당 화장실 개•보수 공사를 위하여 업무상 보관 중이던 공사비를 그 용도 외에 다른 용도로 사용하였지만, 과거에 마을을 위하여 자신의 개인 돈을 지출하였던 경우[22]
- 회사의 대표이사가 보관 중인 회사 재산을 회사의 이익을 도모할 목적보다는 후보자 개인의 이익을 도모할 목적으로 처분하여 그 대금을 정치자금으로 기부한 경우[23]
- 부동산에 대한 원인무효인 소유권이전등기의 명의자는 횡령죄의 주체인 ‘타인의 재물을 보관하는 자’에 해당한다고 할 수 없다.[24].

### 횡령죄 긍정
- 주상복합상가의 매수인들로부터 우수상인 유치비 명목으로 금원을 납부받아 보관하던 중 그 용도와 무관하게 일반경비로 사용한 경우 횡령죄가 성립한다.[25]
- 소유권의 취득에 등록이 필요한 타인 소유의 차량을 인도 받아 보관하고 있는 자가 이를 사실상 처분한 경우에 그 보관자가 차량의 등록명의자가 아니라고 하더라도 횡령죄가 성립한다.[26]
- 신탁자가 수탁자와 명의신탁 약정을 맺고 신탁자가 매매계약의 당사자가 되어 매도인과 매매계약을 체결하되 다만 등기를 매도인으로부터 수탁자 앞으로 직접 이전하는 이른바 중간생략등기형 명의신탁 또는 삼자간 등기명의신탁 관계에서 명의수탁자가 명의신탁된 부동산 지분을 임의로 처분하였다면 횡령죄가 성립한다[27]
- 수의계약을 체결하는 공무원이 해당 공사업자와 적정한 금액 이상으로 계약 금액을 부풀려서 계약하고 부풀린 금액을 자신이 되돌려 받기로 사전에 약정한 다음 그에 따라 수수한 돈은 성격상 뇌물이 아니고 횡령금에 해당한다.[28]
- 피고인 명의의 계좌에 2003.3.21. 추가로 송금된 3억 2,000만 원은 피해자측에서 착오로 송금한 것인 사실 및 피고인이 위 금액을 다른 계좌로 이체하는 등 임의로 사용한 사실을 확정하고 피고인의 행위를 횡령죄로 의율한다[29]
- 피고인이 채권양도 통지를 하기 전에 윤종연으로부터 지급받은 임차보증금 2,500만 원 중 1,150만원은 그 양수인인 피해자의 소유에 속하고, 피고인은 피해자를 위하여 이를 보관하는 자로 피해자에게 돌려주지 아니하고 처분한 행위는 횡령죄를 구성한다.[30]

- 학교법인 이사장이, 학교법인이 설치•운영하는 대학 산학협력단이 용도를 특정하여 교부받은 국고보조금 중 3억 원을 대학 교비계좌로 송금하여 교직원 급여 등으로 사용하였다면 업무상횡령죄에 해당한다.[31]

- 동업재산은 동업자의 합유에 속하는 것이므로 동업자 중 한 사람이 지분을 임의로 처분하거나 또는 동업재산의 처분으로 얻은 대금을 보관 중 임의로 소비하였다면 횡령죄가 성립한다.[32]
- 위탁판매에서 판매대금에 대한 특약이나 특별한 사정이 없는 한 수탁자가 판매대금을 임의로 사용한 경우는 횡령죄가 성립한다.[33]
- 타인의 부동산을 명의신탁 받아 보관 중인 자가 자신의 개인 채무변제에 사용할 돈을 차용하기 위해 위 부동산에 근저당권을 설정하여 횡령죄가 기수에 이르렀다 하더라도, 그 후 같은 부동산을 다른 사람에게 매도하는 행위는 위 선행행위와는 별도로 횡령죄를 구성한다.[34]
- 소유권의 취득에 등록이 필요한 타인 소유 차량을 인도받아 보관하고 있는 사람이 이를 사실상 처분 한 경우, 보관 위임자나 보관자가 차량의 등록명의자가 아니라도 횡령죄가 성립한다[35]
- 학교법인을 운영하는 甲이 A사립학교의 교비회계자금을 같은 학교법인에 속하는 B사립 학교의 교비회계에 사용한 경우 甲에게는 (업무상) 횡령죄가 성립한다.[36]
- 甲이 A에게 금전을 대여하면서 A로부터 그 담보로 동산을 교부받아 보관하고 있던 중 담보권의 범위를 벗어나서 그 동산 담보물을 처분한 경우 甲에게는 횡령죄가 성립한다.[37]

- 소유권의 취득에 등록이 필요한 타인 소유 차량을 인도받아 보관하고 있는 사람이 이를 사실상 처분 한 경우, 보관 위임자나 보관자가 차량의 등록명의자가 아니라도 횡령죄가 성립한다[38].

### 횡령죄 부정
- 절도 범인으로부터 장물보관 의뢰를 받은 자가 그 정을 알면서 이를 인도받아 보관하고 있다가 임의 처분하였다 하여도 장물보관죄 외에 별도로 횡령죄가 성립하지 않는다.[39]
- 부동산의 계약명의신탁에서 수탁자 甲이 그 부동산을 임의로 처분한 경우 매도인이 명의 신탁사실을 몰랐다면 그 소유권이 甲에게 있으므로 甲에게 횡령죄가 성립하지 않는다.[40]
- 위탁판매인과 위탁자 간에 판매대금에서 각종 비용이나 수수료 등을 공제한 이익을 분배 하기로 하는 등 그 대금처분에 관하여 특별한 약정이 있는 경우에는 위탁물을 판매하여 이를 소비하거나 인도를 거부하였다 하여 곧바로 횡령죄가 성립한다고는 할 수 없다.[41]
- 발행인으로부터 일정한 금액의 범위 내에서 액면을 보충․할인하여 달라는 의뢰를 받고 액면이 백지인 약속어음을 교부받아 보관중이던 자가 보충권의 한도를 넘어 보충을 한 약속어음을 자신의 채무변제조로 제3자에게 교부하여 임의로 사용하였다고 하더라도 횡령죄가 성립될 수는 없다.[42]
- 공무원에게 뇌물로 전달하여 달라는 부탁을 받았음에도 뇌물로 전달하지 않고 소비한 경우 횡령죄가 성립하지 않는다.[43]
- 프랜차이즈 계약을 맺은 가맹점주 甲이 물품판매대금의 일부를 본사로 송금하지 않고 임의로 소비한 경우 甲에게는 (업무상) 횡령죄가 성립하지 않는다.[44]
- 甲이 乙로부터 공무원에게 뇌물로 전달하여 달라고 금원을 교부받은 것은 불법원인으로 인하여 지급받은 것으로서 이를 뇌물로 전달하지 않고 임의로 소비하였다고 하더라도 甲은 횡령죄의 죄책을 지지 않는다.[45]
- 타인으로부터 금원을 차용하여 주금을 납입하고 설립등기나 증자등기 후 바로 인출하여 차용금 변제에 사용하 는 경우, 위와 같은 행위는 실질적으로 회사의 자본을 증가시키는 것이 아니고 상법상 납입가장죄가 성립하는 이상 회사 자본이 실질적으로 증가됨을 전제로 한 업무상 횡령죄가 성립한다고 할 수는 없다.[46]
- 건물의 임차인 甲이 임대인 A에 대한 임대차 보증금반환채권을 B에게 양도하고, 이를 A에게 통지하지 않고, A로부터 남아있던 임대차보증금을 반환받아 甲이 소비한 경우 횡령죄가 성립하지 않는다.[47]
- 제3자에 대한 뇌물공여의 목적으로 전달하여 달라고 교부받은 돈을 전달하지 않고 임의로 소비하였다고 하더라도 횡령죄가 성립하지 않는다.[48]
- 피고인이, 갑 등이 금융다단계 사기 범행을 통하여 취득한 범죄수익 등인 무기명양도성예금증서 7장을 을로부터 건네받아 현금으로 교환한 후 임의로 소비하였다고 하여 특정경제범죄 가중처벌 등에 관한 법률 위반(횡령)으로 기소된 사안에서, 피고인이 을로부터 범죄수익 등의 은닉을 위해 교부받은 무기명양도성예금증서는 불법의 원인으로 급여한 물건에 해당하여 소유권이 피고인에게 귀속되므로, 피고인이 무기명양도성예금증서를 교환한 현금을 임의로 소비하였더라도 횡령죄가 성립하지 않는다[49]

- A 주식회사 대표이사인 갑이 자신의 채권자 을에게 차용금에 대한 담보로 A 회사 명의 정기예금에 질권을 설정하여 주었는데, 그 후 을이 甲의 동의하에 정기예금 계좌에 입금되어 있던 A 회사 자금을 전액 인출하였다면, 위와 같은 예금인출동의행위는 이미 배임행위로써 이루어진 질권설정행위의 불가벌적 사후행위에 해당하므로, 배임죄와 별도로 횡령죄까지 성립한다고 볼 수 없다[50]

- 학교법인 이사장인 피고인이, 학교법인이 설치•운영하는 대학 산학협력단이 용도를 특정하여 교부받은 보조금 중 일부를 대학 교비계좌로 송금하여 교직원 급여 등으로 사용한 경우 업무상횡령죄에 해당한다.
- 부동산을 공동으로 상속한 자들 중 1인이 부동산을 혼자 점유하던 중 다른 공동상속인의 상속지분을 임의로 처분하여도 그에게는 그 처분권능이 없어 횡령죄가 성립하지 아니한다[51]

- 분쟁에 대한 실질적인 이해관계는 단체에게 있으나 법적인 이유로 그 대표자의 지위에 있는 개인이 소송 기타 법적 절차의 당사자가 되었다거나 대표자의 지위에 있음으로 말미암아 의무적으로 행한 행위 등과 관련하여 분쟁이 발생한 상황에서 단체의 비용으로 변호사 선임료를 지출한 경우[52]

- 이른바 계약명의신탁 방식으로 명의수탁자가 당사자가 되어 명의신탁약정이 있다는 사실을 알고 있는 소유자와 부동산에 관한 매매계약을 체결하고 그 명의로 소유권이전등기를 마쳤는데, 명의수탁자가 자신의 채무를 담보하기 위해 위 부동산에 관해 제3자에게 근저당권을 설정해 준 경우[53]

### 사기죄와 구별
- 피고인이 당초부터 피해자를 기망하여 약속어음을 교부받은 경우에는 그 교부받은 즉시 사기죄가 성립하고 그 후 이를 피해자에 대한 피고인의 채권의 변제에 충당하였다 하더라도 불가벌적 사후행위가 됨에 그칠 뿐, 별도로 횡령죄를 구성하지 않는다.[54]

- 전기통신금융사기(이른바 보이스피싱 범죄)의 범인이 피해자를 기망하여 피해자의 돈을 사기이용계좌로 송금·이체받았다면 이로써 편취행위는 기수에 이른다. 따라서 범인이 피해자의 돈을 보유하게 되었더라도 이로 인하여 피해자와 사이에 어떠한 위탁 또는 신임관계가 존재한다고 할 수 없는 이상 피해자의 돈을 보관하는 지위에 있다고 볼 수 없으며, 나아가 그 후에 범인이 사기이용계좌에서 현금을 인출하였더라도 이는 이미 성립한 사기범행의 실행행위에 지나지 아니하여 새로운 법익을 침해한다고 보기도 어려우므로, 위와 같은 인출행위는 사기의 피해자에 대하여 따로 횡령죄를 구성하지 아니한다.[55]
- 위탁관계는 소유자의 직접적인 위탁행위에 기인한 것일 필요는 없다.[56]

## 같이 보기
- 업무상횡령죄
- 배임죄
- 사기죄